# Lillsjön (Östra Vingåkers socken, Södermanland, 654089-151933)
Lillsjön är en sjö i Katrineholms kommun i Södermanland och ingår i Nyköpingsåns huvudavrinningsområde. Sjön är 8 meter djup, har en yta på 0,169 kvadratkilometer och befinner sig 33,1 meter över havet. Sjön avvattnas av vattendraget Nyköpingsån (Skräddartorpsån).

## Delavrinningsområde
Lillsjön ingår i det delavrinningsområde (654134-151890) som SMHI kallar för Utloppet av Lillsjön. Medelhöjden är 40 meter över havet och ytan är 0,98 kvadratkilometer. Räknas de 59 avrinningsområdena uppströms in blir den ackumulerade arean 1 461,25 kvadratkilometer. Avrinningsområdets utflöde Nyköpingsån (Skräddartorpsån) mynnar i havet. Avrinningsområdet består mestadels av skog (42 procent), öppen mark (18 procent) och jordbruk (18 procent). Avrinningsområdet har 0,17 kvadratkilometer vattenytor vilket ger det en sjöprocent på 17 procent. Bebyggelsen i området täcker en yta av 0,06 kvadratkilometer eller 6 procent av avrinningsområdet.